# Движение I
«Движение I» — абстрактная картина русского художника Василия Кандинского, написанная в 1935 году и хранящаяся в Третьяковской галерее в Москве.

## История
Полотно принадлежит к последнему периоду творчества Кандинского, продолжавшемуся 10 лет, с 1934 года и до смерти мастера. Художник был вынужден переехать в Париж после того, как пришедшая к власти в Германии в 1933 году после поджога Рейхстага и краха Веймарской республике НСДАП начала вводить жёсткую цензуру и закрыла школу Баухаус в Веймаре, Тюрингия. Работа создана вскоре после прибытия художника во Францию.
Полотно воплощает одну из вариаций на тему художественной практики и теоретических исследований периода Баухауза. В это время семидесятилетний Кандинский уже отходил от метода абстрактного экспрессионизма. В его творчестве появляются геометрические структуры и сюрреалистические мотивы. В своей работе «Точка и линия на плоскости» 1928 года он разработал новый принцип анализа элементов формы, основанный на философии структурализма. Фактически он систематизирует и исследует собственный художественный словарь. Кандинский продолжает развивать характерный для его русского периода принцип «внутренней необходимости», но в целом его поиски более абстрактны и умозрительны. В статье «О духовном в искусстве» Кандинский пишет о принципе внутренней необходимости: «Эту письменную конструкцию очень трудно понять, находящихся на поверхностных формах, которые также, казалось бы, никак друг с другом не связаны: внешняя видимость внутренней связи означает здесь её внутреннее существование».
В работе «Точка и линия на плоскости» Кандинский формулирует принцип гармонической композиции: «Целостно-гармоническая структура композиции может, таким образом, стоять за пределами нескольких противоположных комплексов. Эту анти-извиняющуюся природу нельзя игнорировать дисгармоничным характером ома, и, тем не менее, их правильное применение будет воздействовать на гармонию не отрицательно, благотворно и сообщит достоинство высшей гармонии».
Полотно прибыло в Третьяковскую галерею в Москве из Франции в 1948 году по завещанию автора и в настоящее время экспонируется в здании на Крымском Валу.

## Описание
Полотно имеет много общего с «Композицией VIII». В нём, как и в полотне «Три элемента» сочетаются жёстко геометрические и органические формы, изобразительные и графические элементы. Работа также состоит из множества структурных форм, созданных набором тонких линий. Данные структуры задают направление и стимул работе. Линии исполнены разными цветами, что создает атмосферу энергии. Сочетание органических и геометрических форм в этой работе представляет собой фантастический набор элементов, которые хорошо сочетаются друг с другом. Органические формы придают работе плавность, а геометрические формы направляют движение.
На тёмно-коричневом и фиолетовом фоне выступают крупные пятна изысканных цветов, создавая ощущение глубокого пространства. Напротив, сосуществуют жестко прорисованные решетчатые плоскости различной конфигурации и изгибы белых лент. Здесь присутствуют чистые элементы формы, такие как точки, линии, прямые и кривые, то есть все элементы формы, которые Кандинский рассматривает в своих теоретических работах. Они образуют малый и большой миры, взаимодействуют друг с другом, просвечивают насквозь, испытывают притяжение и отталкивание. Его медленное парение (движение) в пространстве картины даёт ощущение процесса формирования гармоничного космоса.
Такие элементы, как цвет и форма, как и в других работах, придают картине объемность и плавность. Он ярко окрашен и имеет множество форм. Например, фон картины в основном состоит из больших волнистых кругов коричневого тона. Эти красные, синие и желтые круги являются заметными фигурами в работе и дополняются меньшими зелеными и бирюзовыми кругами. Остальные фигуры картины струятся по холсту волнообразными формами, напоминающими конфетти. Эти ленты царят в картине, они белые и заметно выделяются. Некоторые, однако, имеют светло-голубой цвет, что подчёркивает цвет. Эти фигуры имеют точки, разбросанные по ткани, повторяющие линейные, радиальные и пространственные узоры. Пример этих узоров можно найти в верхнем левом углу картины, где из круглой фигуры выходят линейные узоры из точек, обычно белых. Эти точки придают работе разнообразие красок, так как сияют яркими и разнообразными тонами.